# Razšumljanje
Razšúmljanje je postopek izločanja šuma iz signala oziroma podatkov. To je možno pri analognem in digitalnem zapisu.